# إيرني لوغان
إيرني لوغان (بالإنجليزية: Ernie Logan)‏ هو لاعب كرة قدم أمريكية أمريكي، ولد في 18 مايو 1968 في فورت براغ ‏ في الولايات المتحدة.

## وصلات خارجية
- إيرني لوغان على موقع مرجع كرة القدم المحترفة.كوم (الإنجليزية)